# Efferia pictipennis
Efferia pictipennis är en tvåvingeart som först beskrevs av Ignaz Rudolph Schiner 1868.  Efferia pictipennis ingår i släktet Efferia och familjen rovflugor. Inga underarter finns listade i Catalogue of Life.